# Hélène Connart
Hélène Connart (17 december 1988) is een Belgisch kickboksster.

## Levensloop
Op de Wereldspelen van 2022 in het Amerikaanse Birmingham verloor ze de kamp om het brons in de K1 tot 60 kg van de Oekraïense Alina Martyniuk.